# Dalchalm
Dalchalm is een dorp ten noorden van Brora in de Schotse lieutenancy Sutherland in het raadsgebied Highland.